# 寒川直喜
寒川 直喜（さむかわ なおき、1980年7月12日 - ）は、日本の男性キックボクサー。東京都大島町出身。バンゲリングベイ・スピリット所属。元M-1ライトヘビー級王者。元J-NETWORKミドル級王者。
冷静な判断と絶妙なタイミングの蹴り、鋭いジャブが魅力である。
2006年に特定疾患指定されている潰瘍性大腸炎であることが発覚した。

## 来歴
空手道場を経営していた父親の影響で幼少より空手や少林寺拳法を学んだ。
都立大島高校卒業後、総合格闘技を学ぶために上京。総合格闘技のトレーニングをしていたが、22歳の時に新田明臣の試合を観たことがきっかけになりキックボクシングを始め、新田のバンゲリングベイ立ち上げに伴い、バンゲンリングベイに入門した。
2003年9月15日、第10回全日本アマチュア修斗選手権大会・ミドル級に出場し、3位入賞。
2005年9月21日、J-NETWORKミドル級王者山内哲也に挑戦し、判定勝ちで王座を獲得した。
2006年9月4日、K-1初参戦となったK-1 WORLD MAX 2006 〜世界王者対抗戦〜でドラゴと対戦し、判定負け。
2007年7月26日、プロ総合格闘技初挑戦となったDEEP GLOVEでキム・ギョンナムと対戦し、ドクターストップによるTKO勝ち。
2007年8月19日、和術慧舟會総本部主催「ラウェイ ミャンマーVSジャパン 5対5マッチ」でラウェイルールに初挑戦。ラウェイミドル級王者ソー・パインにスタンディングチョークスリーパーでタップアウト勝利を収めた。
2008年1月13日、師匠・新田の引退興行「縁 〜enishi〜」のメインイベントで須藤信充と対戦し、右眉尻カットによるTKO勝ち。試合後のリング上で潰瘍性大腸炎であることを公表し、2日後に入院。2か月間の入院生活を送った。その後、再度の入院生活を送った。
2008年10月31日、THE SMOKER'S HALLOWEENのメインイベントで10か月ぶりに復帰し、たけむら光一に判定勝ちを収めた。
2009年1月18日、ムエローク Japan 2009のM-1ライトヘビー級王座決定戦でロッタン・フェアテックスに3RTKO勝ちを収め、初代ライトヘビー級王座を獲得した。
2009年3月1日付けでJ-NETWORKミドル級王座を返上した。
2009年5月3日、ミャンマー・ヤンゴン国立室内競技場で開催されたミャンマー政府主催「ミャンマー vs 日本対抗戦」でラウェイ無差別級王者ロン・チョーと対戦。2度のダウンを奪われながらも、3分5Rを戦い抜きドローとなった。
2009年6月21日、リングネームを寒川・バンゲリングベイとして、M-1ムエタイチャレンジに参戦。貴之ウィラサクレックと対戦し、額カットによるTKO負け。
2009年7月17日 - 18日、中国・広東省で開催された散打ルールトーナメント「2009年世界功夫王（KUNG FU KING）争覇戦」に出場。1回戦で辺茂富と対戦し、3R終了時にタオル投入によるTKO負けとなった。
2009年8月23日のタイタンファイトで桜井"マッハ"速人に対戦要求した高瀬大樹に対し、2009年9月5日に自身のブログで対戦要求を行った。
2009年10月12日、初参戦となったKrushで鷹文と対戦し、判定勝ち。試合後のリング上に対戦要求していた高瀬を呼び込み、舌戦を展開した。
2009年12月11日、Fujiwara Festival 〜藤原祭り2009〜で高瀬大樹と対戦し、判定勝ち。ヘビー級契約での試合となり、前日計量では寒川が80.7kg、高瀬が92.8kgと12kgの体重差があった。11月17日に行われた記者会見でも舌戦を展開していたが、試合後にはリング上で「またブログでやりましょう」と高瀬に呼びかけた。
2010年1月31日、WILD KICKBOXING 〜縁〜のWKO初代ライトヘビー級王座決定戦でレオナルド・アレスと対戦し、判定勝ちで王座を獲得した。
2011年6月12日、M-1 FAIRTEX ムエタイチャレンジ『がんばろうニッポン！RAORAK MUAY vol,2』のM-1ライトヘビー級タイトルマッチで小澤和樹と対戦し、3Rに3ノックダウンのTKO勝ちで初防衛に成功。
2014年1月4日、krush.36で藤田智也と対戦し、右ストレートからの連打でダウンを喫し判定負け。

## 戦績

### キックボクシング
| キックボクシング 戦績 | キックボクシング 戦績 | キックボクシング 戦績 | キックボクシング 戦績 | キックボクシング 戦績 | キックボクシング 戦績 | キックボクシング 戦績 |
| --------------------- | --------------------- | --------------------- | --------------------- | --------------------- | --------------------- | --------------------- |
| 41 試合               | (T)KO                 | 判定                  | その他                | 引き分け              | 無効試合              |                       |
| 28 勝                 | 10                    | 18                    | 0                     | 3                     | 0                     |                       |
| 10 敗                 | 3                     | 7                     | 0                     | 3                     | 0                     |                       |

| 勝敗 | 対戦相手                                 | 試合結果                                      | 大会名 | 開催年月日     |
| ○    | 工藤勇樹                                 | 2:35 TKO(タオル投入)                          | 藤原祭 | 2014年6月19日  |
| ×    | 藤田智也                                 | 3R終了 判定3-0                                | Krush.36 | 2014年1月4日   |
| ○    | 勇気                                     | 3R 2:55 TKO(3ノックダウン)                    | 激突祭り2013 | 2013年1月27日  |
| ○    | SHOHEI                                   | 3R終了 判定3-0                                | M-1ムエタイチャレンジ Sutt Yod Muaythai vol.4 Part2 【WPMFライトヘビー級タイトルマッチ】                                                           | 2012年11月11日 |
| ○    | 悠生                                     | 3R終了 判定3-0                                | Fujiwara Festival 〜藤原祭り2011〜 | 2011年12月22日 |
| ○    | 小澤和樹                                 | 3R 2:55 TKO(3ノックダウン)                    | M-1 FAIRTEX ムエタイチャレンジ『がんばろうニッポン！RAORAK MUAY vol,2』 【M-1ライトヘビー級タイトルマッチ】                                        | 2011年6月12日  |
| ○    | 銀次郎                                   | 3R+延長R終了 判定2-1                          | Fujiwara Festival 〜藤原祭り2010〜 | 2010年12月1日  |
| ○    | 山床修一                                 | 2R 1:30 TKO(3ノックダウン)                    | 激突III | 2010年11月3日  |
| ○    | 鶴巻伸洋                                 | 2R 0:41 TKO                                   | REBELS-EX | 2010年9月23日  |
| ×    | ベッカーセーム・ユタギ                   | 1R 1:16 TKO                                   | REBELS 3 | 2010年7月19日  |
| ○    | レオナルド・アレス                       | 3R終了 判定2-0                                | WILD KICKBOXING 〜縁〜 【WKO初代ライトヘビー級王座決定戦】                                                                                         | 2010年1月31日  |
| ○    | 高瀬大樹                                 | 3R終了 判定3-0                                | Fujiwara Festival 〜藤原祭り2009〜 | 2009年12月11日 |
| ○    | 勇気                                     | 2R KO                                         | 激突II | 2009年11月3日  |
| ○    | 鷹文                                     | 3R終了 判定3-0                                | Krush-EX 〜Innocent Fighter〜 | 2009年10月12日 |
| ×    | 貴之ウィラサクレック                     | 2R 0:29 TKO（ドクターストップ：額カット）     | M-1 FAIRTEX SINGHA BEER ムエタイチャレンジ 2009 Yod Nak Suu vol.2                                                                                  | 2009年6月21日  |
| ○    | 廣虎                                     | 3R終了 判定3-0                                | マーシャルアーツ日本キックボクシング連盟 「BREAK THROUGH-10 〜突破口〜」                                                                           | 2009年4月12日  |
| ○    | ロッタン・フェアテックス                 | 3R 1:45 TKO（カット）                         | ムエローク Japan 2009 〜最大最強のムエタイ祭り〜 【M-1ライトヘビー級王座決定戦】                                                                   | 2009年1月18日  |
| ○    | たけむら光一                             | 3R終了 判定3-0                                | THE SMOKER'S HALLOWEEN | 2008年10月31日 |
| ○    | 須藤信充                                 | 4R 1:25 TKO（ドクターストップ：右眉尻カット） | BUNGELING BAY 縁 〜enishi〜 | 2008年1月13日  |
| △    | 廣野祐                                   | 5R終了 判定1-1                                | J-NETWORK「Championship Tour of J Final」 【J-NETWORKミドル級タイトルマッチ】                                                                      | 2007年11月9日  |
| ○    | 屋比久                                   | 3R終了 判定3-0                                | 天下一武道会 〜日米対決〜 | 2007年6月17日  |
| △    | マグナム酒井                             | 3R終了 判定0-1                                | R.I.S.E. FIREBALL 1 | 2007年4月12日  |
| ×    | イム・チビン                             | 3R終了 判定0-3                                | K-1 FIGHTING NETWORK KHAN 2007 IN SEOUL 【韓国代表決定トーナメント 1回戦】                                                                         | 2007年2月18日  |
| ×    | 尾崎圭司                                 | 3R終了 判定0-3                                | R.I.S.E. DEAD or ALIVE TOURNAMENT '06 【決勝】 | 2006年12月17日 |
| ○    | 川端健司                                 | 3R終了 判定3-0                                | R.I.S.E. DEAD or ALIVE TOURNAMENT '06 【準決勝】                                                                                                   | 2006年12月17日 |
| ○    | 牧野智昭                                 | 1R 2:39 TKO（2ノックダウン：パンチ連打）      | R.I.S.E. DEAD or ALIVE TOURNAMENT '06 【1回戦】 | 2006年12月17日 |
| ○    | 我龍真吾                                 | 5R終了 判定3-0                                | J-NETWORK「MACH GO! GO! '06 〜フライ級最強決定トーナメント準決勝〜＆喧嘩火山再爆発 〜THE REMATCH 寒川×我龍〜」 【J-NETWORKミドル級タイトルマッチ】 | 2006年11月22日 |
| ×    | ドラゴ                                   | 3R終了 判定0-3                                | K-1 WORLD MAX 2006 〜世界王者対抗戦〜 | 2006年9月4日   |
| ○    | 我龍真吾                                 | 4R途中 負傷判定3-0                            | J-NETWORK「GO! GO! J-NET '06 〜STREETS of FIRE〜」 【J-NETWORKミドル級タイトルマッチ】                                                             | 2006年7月25日  |
| ×    | チャーンヴィット・ギャットトーボーウボン | 3R終了 判定0-3                                | R.I.S.E. G-BAZOOKA TOURNAMENT '06 | 2006年3月26日  |
| ×    | 白虎                                     | 2R 2:00 KO（2ノックダウン：パンチ連打）       | R.I.S.E. DEAD OR ALIVE TOURNAMENT '05 【準決勝】                                                                                                   | 2005年12月18日 |
| ○    | 川端健司                                 | 3R終了 判定3-0                                | R.I.S.E. DEAD OR ALIVE TOURNAMENT '05 【1回戦】 | 2005年12月18日 |
| ○    | 小武悠希                                 | 3R終了 判定3-0                                | TRIBELATE vol.8 〜バンゲリングベイ3周年記念イベント〜                                                                                              | 2005年11月13日 |
| ○    | 山内哲也                                 | 5R終了 判定3-0                                | J-NETWORK「GO! GO! J-NET '05 〜SKY HIGH〜」 【J-NETWORKミドル級タイトルマッチ】                                                                    | 2005年9月21日  |
| ○    | 貴之ウィラサクレック                     | 3R終了 判定3-0                                | J-NETWORK「GO! GO! J-NET '05 〜MACH 55 決勝〜」 【J-NETWORK次期ミドル級王座挑戦者決定戦】                                                          | 2005年7月31日  |
| ○    | ニック・ヒョード                         | 3R終了 判定3-0                                | Kushima's Fight 9 | 2005年7月3日   |
| ○    | 鈴木亮司                                 | 判定2-1                                       | TRIBELATE vol.6 -Hybrid Club Fight- | 2005年4月24日  |
| ×    | デレック・リディック                     | 2分5R終了 判定0-3                             | Combat at The Capitale III - The Combat vs. IKUSA - 【WKAプロムエタイCombat at The Capitale166-172パウンド級タイトルマッチ】                       | 2005年2月11日  |
| ○    | 藤元洋次                                 | 3R 2:52 KO（右ハイキック）                    | J-NETWORK「GO! GO! J-NET '05 -volcano-」 | 2005年1月21日  |
| ○    | バンビ・タカ                             | 判定3-0                                       | TRIBELATE vol.5 | 2004年11月23日 |
| ○    | ママドゥー・サリュー・ジャロ             | 3R終了 判定3-0                                | J-NETWORK「J-FIGHT 1」 | 2004年8月8日   |
| △    | A.KAMINE                                 | 3R終了 判定1-1                                | R.I.S.E. The Law of The Ring（リングの掟）〜日本 vs 世界〜                                                                                         | 2004年7月4日   |
| ×    | 藤倉悠作                                 | 3R終了 判定0-3                                | R.I.S.E. VI | 2004年2月11日  |
| ○    | 川辺克実                                 | 2R 0:48 KO（右ハイキック）                    | TRIBELATE vol.1 | 2003年8月10日  |

### ラウェイ
| 勝敗 | 対戦相手     | 試合結果                                                 | 大会名                                         | 開催年月日    |
| △    | ロン・チョー | 3分5R終了 ドロー                                         | ミャンマー政府主催「ミャンマー vs 日本対抗戦」 | 2009年5月3日  |
| ○    | ソー・パイン | 1R 2:10 タップアウト（スタンディングチョークスリーパー） | ラウェイ ミャンマーVSジャパン 5対5マッチ       | 2007年8月19日 |

### 総合格闘技
| 勝敗 | 対戦相手         | 試合結果                                  | 大会名                                                         | 開催年月日     |
| ×    | 長南亮           | 5分3R終了 判定0-3                         | FIGHT FOR JAPAN 10th Anniversary DEEP CAGE IMPACT2011 in TOKYO | 2011年10月29日 |
| ○    | キム・ギョンナム | 1R 1:13 TKO（ドクターストップ：左目負傷） | DEEP GLOVE                                                     | 2007年7月26日  |

## 獲得タイトル
- 初代M-1ライトヘビー級王座
- 第2代J-NETWORKミドル級王座
- 初代WKOライトヘビー級王座

### 戦績等
- K-1 選手データ - ウェイバックマシン（2009年5月28日アーカイブ分）
- TRIBELATE 選手データ
- SHERDOG 選手データ
- トレーナー紹介 - バンゲ